# 裂脚亜目
裂脚亜目（れっきゃくあもく）は、かつて使われていた哺乳類食肉目（ネコ目）の分類群である。鰭脚類（アシカ、オットセイ類）以外の全てが含められていた。
後脚が融合し鰭（ひれ）になった鰭脚亜目に対し、後脚が2本に分かれたままであることから、裂脚亜目と名づけられた。しかし、共有原始形質でまとめられた側系統である。
現在は正式な分類群ではないので、あえて呼ぶなら裂脚類となるが、裂脚類（裂脚目）はアミとオキアミを合わせた Schizopoda の訳語としても使われる。
ネコ亜目と呼ぶこともあったが、現在の分類でネコ亜目といえば、食肉目を系統的に2つに分けた片方の Feliformia を意味する。

## 現生科
- ネコ亜目
  - キノボリジャコウネコ科 Nandiniidae
  - ジャコウネコ科 Viverridae
  - ネコ科 Felidae
  - ハイエナ科 Hyaenidae
  - マダガスカルマングース科 Eupleridae
  - マングース科 Herpestidae
- イヌ亜目（鰭脚類以外）
  - アライグマ科 Procyonidae
  - イヌ科 Canidae
  - クマ科 Ursidae